# People of the Sun
People of the Sun is een single van de Amerikaanse rockband Rage Against the Machine. De single is uitgebracht in 1996 en komt van het album Evil Empire. In 1997 werd People of the Sun genomineerd voor een Grammy Award (Best Hard Rock Performance) en een MTV Video Music Award (Best Rock Video).
In deze single geeft de band haar steun aan Zapatistisch Nationaal Bevrijdingsleger (EZLN). Deze beweging is vernoemd naar Emiliano Zapata en verzet zich sinds 1994 tegen de Mexicaanse regering. Ook behandelt dit nummer onderwerpen als de vernietiging van het Azteekse Rijk door de Spanjaarden en de Zoot Suit Riots van 1943 in Los Angeles.

## Tracks
1. "People Of The Sun"
2. "Zapata's Blood (live)"
3. "Without A Face"